# Armando Nascimento Rosa
Armando Nascimento Rosa (Évora, 1966) é um dramaturgo português e Professor da Escola Superior de Teatro e Cinema do Instituto Politécnico de Lisboa.

## Carreira
Licenciado em Filosofia (1988), mestre em Estudos Literários Comparados (1994) e doutorado em Estudos Portugueses (2001) pela Faculdade de Ciências Sociais e Humanas da Universidade Nova de Lisboa. A sua tese de mestrado sobre dramaturgia de Samuel Beckett foi publicada em livro em 2000: Falar no Deserto - Estética e Psicologia em Samuel Beckett (Lisboa: Cosmos), com prefácio de Eugénia Vasques. A dissertação de doutoramento, que faz um estudo integral da dramaturgia de António Patrício, intitulada As Máscaras Nigromantes - Uma leitura do teatro escrito de António Patrício, foi publicada em livro em 2003 (Lisboa: Assírio & Alvim).

## Obras
- Duas peças com História(s) (2014)
- Menino de Sua Avó (2013)
- Em viagem para Belle Reve / Doctor Feelgood (2011)
- A Última Lição de Hipátia (2010)
- Antígona gelada (2008)
- Cabaré de Ofélia (2007)
- O eunuco de Inês de Castro (2006)
- Maria de Magdala (2005)
- O túnel dos ratos (2004)
- Um Édipo (2003)
- Nória e Prometeu - Palavras do Fogo (2003)
- As Máscaras Nigromantes - Uma leitura do teatro escrito de António Patrício (2003) - Dissertação de doutoramento;
- Audição - Com Daisy ao Vivo no Odre Marítimo (2002)
- Lianor no País sem Pilhas (2001 - Prémio Revelação Ribeiro da Fonte 2000)
- Espera Apócrifa (2000)
- Eugénia Vasques, Falar no deserto - Estética e psicologia em Samuel Beckett (2000) - Dissertação de mestrado;